# 朗根沙伊德
朗根沙伊德（發音：[ˈlaŋənʃaɪt]）是德国莱茵兰-普法尔茨州莱茵-兰县的市镇，面积8.93平方千米，2023年12月31日人口为510人。